# Horișnie Zalucicea, Sneatîn
Horișnie Zalucicea (în ucraineană Горішнє Залуччя) este localitatea de reședință a comunei Horișnie Zalucicea din raionul Sneatîn, regiunea Ivano-Frankivsk, Ucraina.

## Demografie
Componența lingvistică a localității Horișnie Zalucicea
     Ucraineană (99,77%)
     Alte limbi (0,15%)
Conform recensământului din 2001, majoritatea populației localității Horișnie Zalucicea era vorbitoare de ucraineană (99,77%), existând în minoritate și vorbitori de alte limbi.